# Shūgo Oshinari
Shūgo Oshinari (忍成 修吾?, Oshinari Shūgo; Chiba, 5 marzo 1981) è un attore giapponese, noto soprattutto per il ruolo assunto nel controverso film Battle Royale II: Requiem.
Apparso anche in alcuni video musicali della cantante Koda Kumi, ha poi partecipato a vari dorama popolari a fianco di vari attori della scuderia Johnny & Associates.

## Filmografia

### Cinema
- Heaven's Story (2010)
- Don't Laugh at My Romance (2008)
- Aozora no Roulette (2007)
- Life (manga) (2007)
- Akihabara@Deep (2006)
- TAKI 183 (2006)
- Lovely Complex (film) (2006)
- Shiawase Nara Te wo Tatako (2006)
- Animus Anima (2005)
- Birthday Wedding (2005)
- Fu Rai (2005)
- School Daze (film) (2005)
- Lorelei: The Witch of the Pacific Ocean (Rōrerai)
- Kimi no Himitsu, Boku no Kokoro (2005)
- Te wo Nigiru Dorobou no Hanashi (2004)
- Inuneko (2004)
- Space Police (2004)
- Gachapon (2004)
- 17 Sai (2003)
- Kao Dorobo (2003)
- Battle Royale II: Requiem (2003)
- Tomie: Re-birth (2001)
- Lily Chou-Chou no subete (2001)
- Aoi haru (Blue Spring) (2001)

### Televisione
- Death Note (serie televisiva) (NTV, 2015)
- Kagi no Kakatta Heya (Fuji TV, 2012, epi 3)
- Bitter Sugar (NHK, 2011)
- Brutus no Shinzo (Fuji TV, 2011)
- LADY~Saigo no Hanzai Profile~ (TBS, 2011, ep6)
- JOKER Yurusarezaru Sosakan (Fuji TV, 2010, ep7,8)
- Dohyo Girl! (MBS, 2010)
- Angel Bank (TV Asahi, 2010, ep2)
- Liar Game 2 (Fuji TV, 2009)
- Chichi yo, Anata wa Erakatta (TBS, 2009)
- Orthros no Inu (TBS, 2009)
- Ninkyo Helper (Fuji TV, 2009, ep3)
- Smile (dorama) (TBS, 2009, ep8-10)
- Average 2 (Fuji TV, 2008)
- Maou (TBS, 2008)
- Honto ni Atta Kowai Hanashi Rojo no Omoi (Fuji TV, 2008)
- Hachi-One Diver (Fuji TV, 2008, epi 8)
- Change (serie televisiva) (Fuji TV, 2008, ep5)
- Torishimarare Yaku Shinnyu Shain (TBS, 2008)
- Average (Fuji TV, 2008)
- Keiji no Genba (NHK, 2008)
- Yukan Club (NTV, 2007, ep3)
- Shigeshoshi (TV Tokyo, 2007)
- Yamada Tarō monogatari (TBS, 2007)
- Hanayome to Papa (Fuji TV, 2007)
- Tsubasa no oreta tenshitachi 2 (Fuji TV, 2007)
- CA to Oyobi (NTV, 2006)
- Jirocho Seoi Fuji (NHK, 2006)
- Busu no Hitomi ni Koishiteru (Fuji TV, 2006)
- Yaoh (TBS, 2006)
- Hana Yori Dango (serie televisiva) (TBS, 2005, ep6-7)
- Shiawase ni Naritai! (TBS, 2005)
- Koinu no Waltz (NTV, 2004)
- Yankee Bokou ni Kaeru (TBS, 2003)
- Sora Kara Furu Ichioku no Hoshi (Fuji TV, 2002) - 1st ep cameo
- Taiyō no Kisetsu (TBS, 2002)
- Sayonara, Ozu Sensei (Fuji TV, 2001)